# Caroline Marie de Habsbourg-Toscane
Titre
Princesse-abbesse du chapitre impérial des Dames nobles de Prague
1er mai 1893 – 29 mai 1894
(1 an, 3 mois et 28 jours)

Caroline Marie de Habsbourg-Toscane (en allemand : Carolina Maria Immakulata, Erzherzogin von Österreich, Prinzessin von Toskana), née le 5 septembre 1869 à Altmünster en Autriche-Hongrie et morte le 12 mai 1945 à Budapest en Hongrie, est un membre de la maison de Habsbourg-Lorraine. 
Archiduchesse et princesse d'Autriche, princesse de Hongrie, de Bohême et de Toscane, elle est devenue par son mariage en 1894 princesse de Saxe-Cobourg-Gotha. 

## Famille
L'archiduchesse Caroline Marie est le quatrième enfant, et la deuxième fille des dix enfants de l'archiduc Charles Salvator de Habsbourg-Toscane (1839-1892) et de son épouse la princesse Marie-Immaculée de Bourbon-Siciles (1844-1899), cousins germains mariés en 1861.
Caroline Marie est la princesse-abbesse du chapitre impérial des Dames nobles de Prague de mai 1893 à 1894.
Le 30 mai 1894, elle épouse à Vienne le prince Auguste de Saxe-Cobourg-Gotha (1867-1922), fils du prince Auguste de Saxe-Cobourg-Gotha (1845-1907) et de la princesse Léopoldine du Brésil (1847-1871).  
Par ce mariage, Caroline Marie, descendante de Charles Quint et de l'impératrice d'Autriche Marie-Thérèse, entre dans la richissime famille de Saxe-Cobourg-Koháry, branche de la Maison de Saxe-Cobourg et Gotha dont les membres règnent depuis peu sur le Royaume-Uni, le Portugal, la Belgique et la Bulgarie et qui se sont unis à la plupart des dynasties d'Europe et également dans la Maison impériale du Brésil. 
De ce mariage naissent huit enfants :
- Auguste de Saxe-Cobourg-Gotha (Pola, 27 octobre 1895 – Gerasdorf 22 septembre 1909) ;
- Clémentine de Saxe-Cobourg-Gotha (Pola, 23 mars 1897 – Lausanne 7 janvier 1975) qui épouse, en 1925, Édouard de Heller (1877-1970), dont trois enfants ;
- Marie Caroline de Saxe-Cobourg-Gotha (Pola, 10 janvier 1899 – château de Hartheim 6 juin 1941). Handicapée mentale, elle est assassinée par les nazis au château de Hartheim ;
- Rainer de Saxe-Cobourg-Gotha (Pola, 4 mai 1900 – tué à Gyömrő, Hongrie, 25 mars 1945), épouse 1) en 1930 Johanna Károly de Károly-Paty (1906-1992), divorce en 1935, dont un fils, puis épouse 2) en 1940  Edith de Kózol (1913-1997) ;
- Philipp Josias de Saxe-Cobourg-Gotha (Château de Walterskirchen, Poysdorf, 18 août 1901 – palais Coburg, Vienne, 18 octobre 1985) qui épouse morganatiquement, en 1944, Sarah Aurelia Halasz (1914-1994). D’où un fils ;
- Theresa de Saxe-Cobourg-Gotha (Château de Walterskirchen, Poysdorf, 23 août 1902 – Villach 24 janvier 1990) qui épouse, en 1930, Lamoral von Taxis di Bordogna e Valnigra (1900-1966), dont quatre enfants. Leurs descendants portent le nom de Tasso de Saxe-Coburgo e Bragança ;
- Léopoldine de Saxe-Cobourg-Gotha (Gerasdorf bei Wien, 13 mai 1905 – Hongrie 24 décembre 1978), célibataire ;
- Ernst de Saxe-Cobourg-Gotha (Gerasdorf, 25 février 1907 – Gröbming 9 juin 1978) qui épouse morganatiquement, en 1939, Irmgard Röll (1912-1976), sans postérité.

## Biographie

### Jeunesse
Née dans la propriété familiale de Alt-Bunzlau (Altmünster) le 5 septembre 1869, l'archiduchesse Caroline passe sa jeunesse dans les différentes résidences de sa famille dans l'empire austro-hongrois. Son père, l'archiduc Charles Salvator meurt prématurément le 18 janvier 1892. Quelques mois plus tard, Caroline Marie occupe, à partir de mai 1893, les fonctions de Princesse-abbesse du chapitre impérial des Dames nobles de Prague, abbaye fondée par l’impératrice Marie-Thérèse en 1755. L’abbesse jouit du rang de princesse ecclésiastique et d’une rente confortable, n’ayant que des obligations temporelles. En vue de son prochain mariage, elle doit quitter son office au profit d’une autre archiduchesse.

### Un mariage à la Hofburg

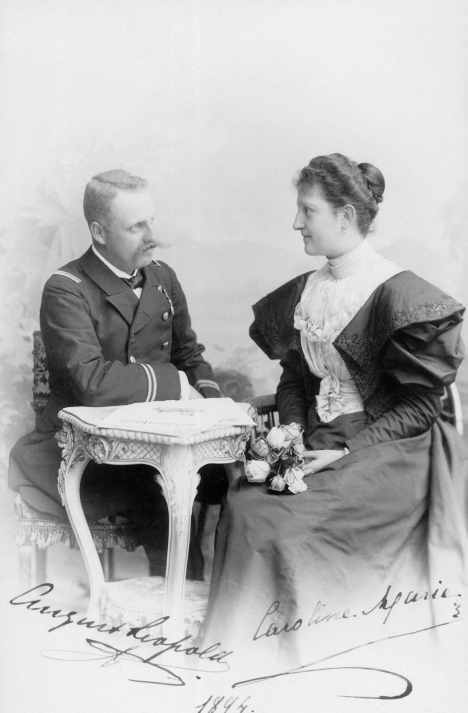
Auguste de Saxe-Cobourg et Caroline Marie de Toscane en 1894.

C'est la princesse Clémentine d'Orléans, marieuse infatigable, qui favorise l'union de Caroline Marie avec son petit-fils le prince Auguste de Saxe-Cobourg (1867-1922). Clémentine écrit : « Mon petit-fils Augusto est rayonnant de bonheur, ainsi que sa fiancée. C’est un mariage excellent sous tous les rapports. Caroline est aimable, sérieuse et a reçu de sa mère les principes du vieux temps, qu’on retrouve rarement de nos jours. Elle est la sœur très aimée de la femme de Karl Stefan, pour la position d’Augusto et pour son existence à Pola, cette union aura de grands avantages. »  En effet, l’archiduc Charles Etienne réside principalement à Pola avec sa famille, ville qui possède un port militaire, et où vont également s'établir les futurs mariés Auguste et Caroline. 
Caroline est âgée de vingt-cinq ans et l’une des dix enfants du défunt archiduc Charles Salvator de Habsbourg-Toscane et de son épouse, née Marie-Immaculée de Bourbon-Siciles. Frère cadet de Ferdinand, dernier grand-duc régnant de Toscane, le père de Caroline meurt en 1892. Caroline Marie est la sœur de l'archiduc François-Salvator, gendre de l'empereur d'Autriche François-Joseph, et à ce titre proche de la famille impériale d'Autriche. Les fiançailles sont conclues le 17 décembre 1893. Le mariage a lieu au palais de la Hofburg, à Vienne, le 30 mai 1894.
La princesse fait l’unanimité au sein de la famille Cobourg. La princesse Clémentine écrit au début du mariage : « Je fais de courtes promenades avec Caroline qui est bien gentille, naturelle, affectueuse et me tient bonne compagnie.»

### Une union féconde

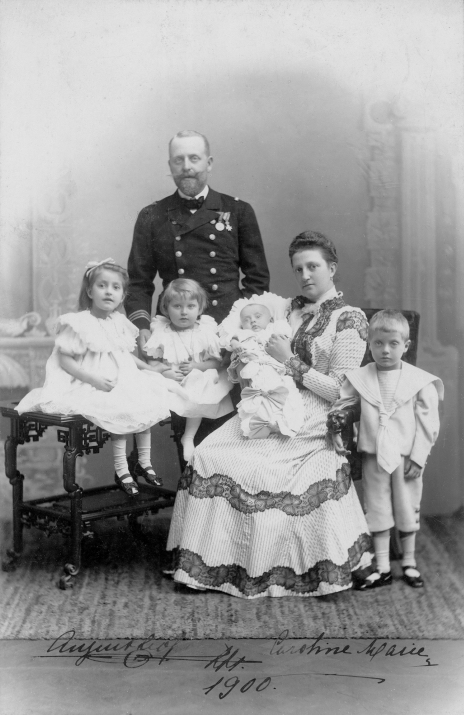
Le prince Auguste, son épouse et leurs quatre premiers enfants en 1900. Photographie de Victor Angerer

La princesse Caroline Marie devient mère pour la première fois le 27 octobre 1895 lors de la naissance du prince Auguste. Caroline Marie donne le jour à sept autres enfants, dont le dernier, Ernst, naît en 1907. La famille quitte la villa de Pola en 1900 et s'installe durant deux ans au château de Walterskirchen à une soixantaine de kilomètres de Vienne avant d'acquérir, en 1902, une vaste villa à Gerasdorf bei Wien, en Basse-Autriche où le prince et les siens s'établissent.
La famille nombreuse de la princesse est marquée par un triste coup du sort. En effet, trois de ses enfants souffrent d’handicaps mentaux à des degrés divers, probablement dus à leur hérédité : Auguste, Marie Caroline et Léopoldine. L'harmonie familiale est troublée par la mort, le 22 septembre 1909, des suites d'une maladie pulmonaire, de son fils aîné Auguste à l'âge de 13 ans. 
Son mari, le prince Auguste, officier retiré depuis 1912 de la austro-hongroise, gère désormais ses domaines et s'adonne à la chasse, tandis que l'archiduchesse Caroline, douce et dévote se consacre, tout comme sa mère avant elle, à l'éducation de ses enfants. Elle élève les princes avec rigueur, mais simplicité, refusant de les voir grandir dans un monde hermétique et loin des réalités. Ses rares moments de détente, elle les occupe comme la plupart des dames de son rang. Dotée d’un certain talent, elle manie habilement l’aquarelle et ses représentations de fleurs et de natures mortes sont de très bonne facture. On peut d’ailleurs admirer quelques aspects de son œuvre à l’Albertina de Vienne.   

### Première Guerre mondiale

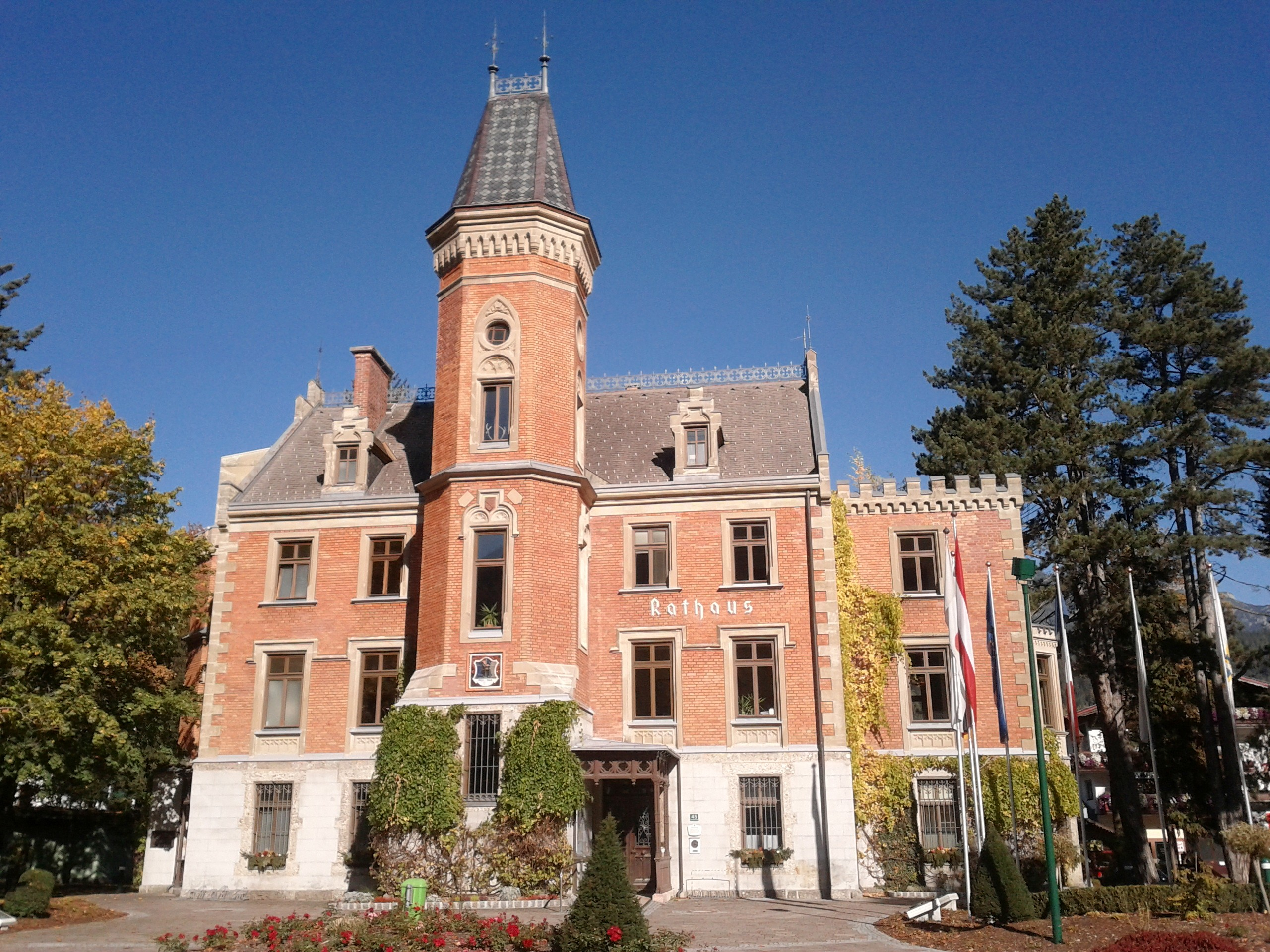
Le château de Schladming, résidence d'Auguste et Caroline de Saxe-Cobourg.

La première guerre mondiale éclate à l’été 1914. Mis à la retraite avec le grade de K.U.K. Fregattenkapitän depuis deux années, le prince Auguste ne prend pas part aux combats. Quant à la princesse Caroline, elle participe à l’effort de guerre que fournissent bon nombre de femmes de sa condition, dans quel camp que ce soit. Comme bien d’autres altesses, elle se soucie principalement du sort des blessés. Geste peu banal qui témoigne d’une grande bonté : la princesse fait don de la totalité de sa dot à la Croix-Rouge Internationale. 

### Après la Première Guerre
En 1919, après la Première guerre mondiale, et la vente du château de Gerasdorf pour des raisons économiques, la famille réside au château de Schladming, en Styrie.
Après la guerre, le prince Auguste a vu son état physique se dégrader. Muni des sacrements de l’Église, le prince meurt à Schladming, à 54 ans, le soir du 11 octobre 1922, après de « longues et lourdes maladies ». Son acte de décès précise que le prince est mort d'artériosclérose et d'infection des poumons. Le prince laisse une veuve, Caroline, mère de sept enfants, tous encore célibataires.

### Dernières années

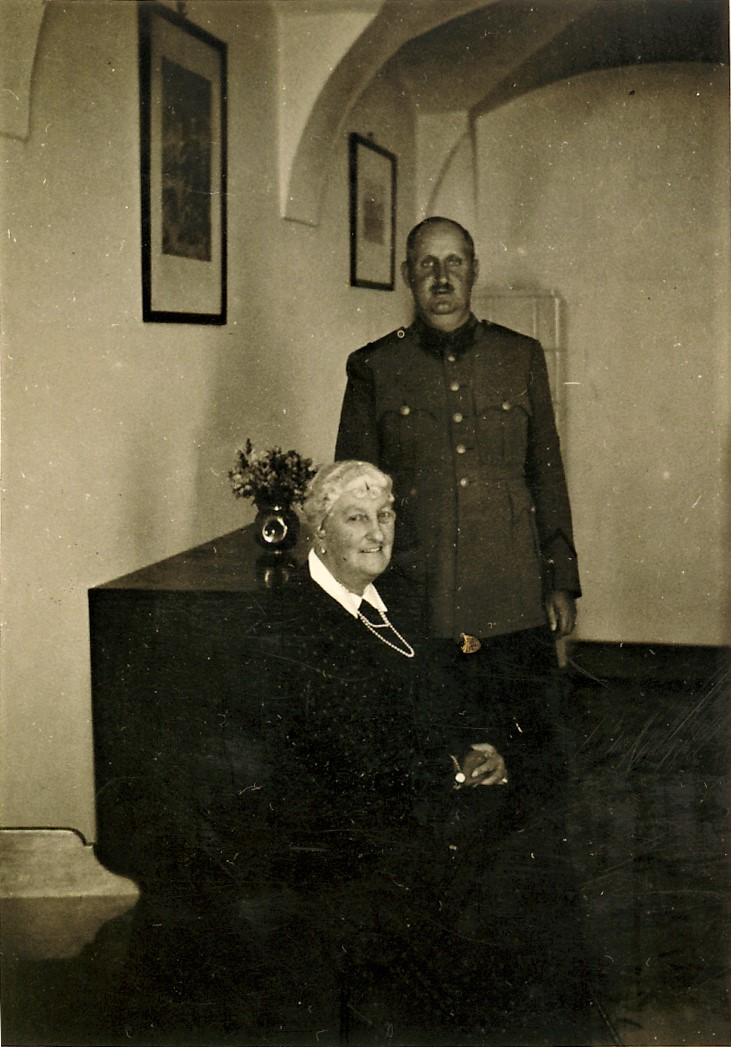
Philipp Josias de Saxe-Cobourg-Gotha et sa mère Caroline Marie de Habsbourg-Toscane vers 1940.

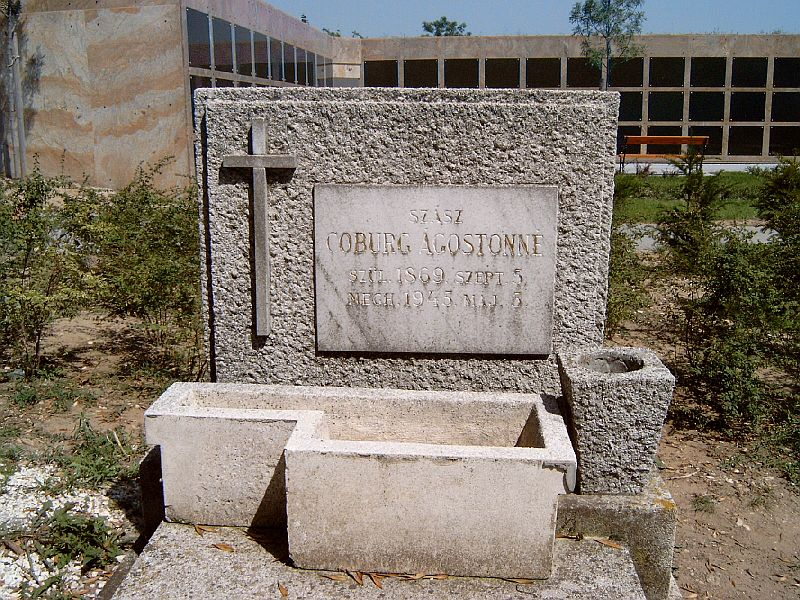
Sépulture de Caroline Marie de Toscane au cimetière de Farkasrét.

L'archiduchesse Caroline Marie de Habsbourg-Toscane s'installe, en 1939, à Budapest avec sa fille Léopoldine auprès de son fils Philipp Josias car le prince Ernst a vendu leur propriété de Schladming. Sa fille Marie Caroline, après avoir été placée en 1938 dans un service médical pour personnes handicapées dans un hôpital de Salzbourg, est euthanasiée au château de Hartheim en 1941 dans le cadre du programme nazi Action T4. 
Tandis que sa mère et sa sœur Léopoldine demeurent toujours à Budapest, le 23 septembre 1944, le prince Philipp Josias épouse Sarah Aurelia Hálasz. Un mois plus tard, le 16 octobre, l'armée allemande se rend maîtresse de la Hongrie par le biais d'un gouvernement pro-nazi dirigé par Ferenc Szálasi.
Au printemps 1945, Philipp Josias, incorporé de force dans un régiment hongrois, réussit à se désister comme officier, mais est il affecté à un régiment de transport naval en Méditerranée. Hajnal Hálasz, sœur de Sarah, demeurant également à Budapest s'enquiert du sort réservé à Caroline et à sa fille Léopoldine. Hajnal découvre, dans leur palais de la Uri utca en grande partie détruit, les princesses Caroline, clouée dans un fauteuil roulant et sa fille puinée. La famille de Sarah Hálasz vient dès lors en aide aux deux princesses en leur procurant quotidiennement des vivres.
En mars 1945, lorsque les combats cessent, une autre sœur de Sarah, Laura-Louise prend le relai et vient en aide aux princesses. La décision est prise de leur permettre de quitter les lieux devenus inhabitables, après le sauvetage des objets de valeur qui ont échappé aux pilleurs. Tandis que Sarah et son fils Philipp August se relogent dans un appartement à Pest, Léopoldine et sa mère Caroline emménagent dans une villa louée par le secrétaire de Philipp Josias. 
Deux semaines plus tard, le 12 mai 1945, la princesse Caroline meurt probablement d'un infarctus, à l'âge de 75 ans, à Budapest où elle est inhumée dans une sépulture provisoire avant d'être transférée, en 1967, au cimetière de Farkasrét..

## Honneurs
Caroline Marie de Habsbourg-Toscane est :
- Dame noble de l'ordre de la Croix étoilée, Autriche-Hongrie ;
- Dame d'honneur de l'ordre de Thérèse (Royaume de Bavière).

## Ascendance de Caroline Marie de Habsbourg-Toscane
|  |                                                |  |  |  |  |  |  |  |  |  |  |  |  |
|  | 8. Ferdinand III de Toscane                    |  |  |  |  |  |  |  |  |  |  |  |  |
|  |                                                |  |  |  |  |  |  |  |  |  |  |  |  |
|  |                                                |  |  |  |  |  |  |  |  |  |  |  |  |
|  | 4. Léopold II de Toscane                       |  |  |  |  |  |  |  |  |  |  |  |  |
|  |                                                |  |  |  |  |  |  |  |  |  |  |  |  |
|  |                                                |  |  |  |  |  |  |  |  |  |  |  |  |
|  | 9. Louise de Bourbon-Siciles                   |  |  |  |  |  |  |  |  |  |  |  |  |
|  |                                                |  |  |  |  |  |  |  |  |  |  |  |  |
|  |                                                |  |  |  |  |  |  |  |  |  |  |  |  |
|  | 2. Charles Salvator de Habsbourg-Toscane       |  |  |  |  |  |  |  |  |  |  |  |  |
|  |                                                |  |  |  |  |  |  |  |  |  |  |  |  |
|  |                                                |  |  |  |  |  |  |  |  |  |  |  |  |
|  | 10. François Ier des Deux-Siciles              |  |  |  |  |  |  |  |  |  |  |  |  |
|  |                                                |  |  |  |  |  |  |  |  |  |  |  |  |
|  |                                                |  |  |  |  |  |  |  |  |  |  |  |  |
|  | 5. Marie-Antoinette de Bourbon-Siciles         |  |  |  |  |  |  |  |  |  |  |  |  |
|  |                                                |  |  |  |  |  |  |  |  |  |  |  |  |
|  |                                                |  |  |  |  |  |  |  |  |  |  |  |  |
|  | 11. Marie-Isabelle d'Espagne                   |  |  |  |  |  |  |  |  |  |  |  |  |
|  |                                                |  |  |  |  |  |  |  |  |  |  |  |  |
|  |                                                |  |  |  |  |  |  |  |  |  |  |  |  |
|  | 1.Caroline Marie de Habsbourg-Toscane          |  |  |  |  |  |  |  |  |  |  |  |  |
|  |                                                |  |  |  |  |  |  |  |  |  |  |  |  |
|  |                                                |  |  |  |  |  |  |  |  |  |  |  |  |
|  | 12. François Ier des Deux-Siciles (= 10)       |  |  |  |  |  |  |  |  |  |  |  |  |
|  |                                                |  |  |  |  |  |  |  |  |  |  |  |  |
|  |                                                |  |  |  |  |  |  |  |  |  |  |  |  |
|  | 6. Ferdinand II des Deux-Siciles               |  |  |  |  |  |  |  |  |  |  |  |  |
|  |                                                |  |  |  |  |  |  |  |  |  |  |  |  |
|  |                                                |  |  |  |  |  |  |  |  |  |  |  |  |
|  | 13. Marie-Isabelle d'Espagne (= 11)            |  |  |  |  |  |  |  |  |  |  |  |  |
|  |                                                |  |  |  |  |  |  |  |  |  |  |  |  |
|  |                                                |  |  |  |  |  |  |  |  |  |  |  |  |
|  | 3. Marie-Immaculée de Bourbon-Siciles          |  |  |  |  |  |  |  |  |  |  |  |  |
|  |                                                |  |  |  |  |  |  |  |  |  |  |  |  |
|  |                                                |  |  |  |  |  |  |  |  |  |  |  |  |
|  | 14. Charles-Louis d'Autriche-Teschen           |  |  |  |  |  |  |  |  |  |  |  |  |
|  |                                                |  |  |  |  |  |  |  |  |  |  |  |  |
|  |                                                |  |  |  |  |  |  |  |  |  |  |  |  |
|  | 7. Marie-Thérèse de Habsbourg-Lorraine-Teschen |  |  |  |  |  |  |  |  |  |  |  |  |
|  |                                                |  |  |  |  |  |  |  |  |  |  |  |  |
|  |                                                |  |  |  |  |  |  |  |  |  |  |  |  |
|  | 15. Henriette de Nassau-Weilbourg              |  |  |  |  |  |  |  |  |  |  |  |  |
|  |                                                |  |  |  |  |  |  |  |  |  |  |  |  |
|  |                                                |  |  |  |  |  |  |  |  |  |  |  |  |

### Note
1. ↑  Ce nom ne fait pas l'unanimité auprès des historiens et nombreux sont ceux qui, comme Olivier Defrance, considèrent que la famille d'Auguste n'a jamais adjoint le nom de Kohary à celui de Saxe-Cobourg. De fait, la correspondance de la reine Victoria montre qu'elle-même doutait qu'une telle modification ait été faite à l'occasion du mariage des grands-parents paternels d'Auguste. Malgré tout, le nom de Saxe-Cobourg-Kohary est largement utilisé dans la littérature consacrée à la famille. (Defrance 2007, p. 68)

### Ouvrages
- Michel Huberty et Alain Giraud, L'Allemagne dynastique : Hesse-Reuss-Saxe, t. I, Le Perreux-sur-Marne, Alain Giraud, 1976, 597 p..
- Nicolas Énache, La descendance de Marie-Thérèse de Habsburg, Paris, Éditions L'intermédiaire des chercheurs et curieux, 1999, 795 p. (ISBN 978-2-908003-04-8).
- Olivier Defrance, La Médicis des Cobourg : Clémentine d’Orléans, Bruxelles, Racine, 2007, 368 p. (ISBN 978-2-87386-486-6 et 2-87386-486-9).
- Olivier Defrance et Joseph van Loon, La Fortune de Dora : une petite-fille de Léopold II chez les nazis, Bruxelles, Racine, 2013 (ISBN 2873868171).

### Articles biographiques
- (en) Olivier Defrance, « These Princes who came from Brazil », Royalty Digest Quarterly, no 2,‎ 2012, p. 1-13 (ISSN 1653-5219).
- (en) Olivier Defrance, « Between Egypt and Europe - The curious fate of Clémentine of Saxe-Coburg and Gotha », Royalty Digest Quarterly, no 4,‎ 2013, p. 1-13 (ISSN 1653-5219).
- Olivier Defrance et Joseph van Loon, « Philipp Josias de Saxe-Cobourg et Gotha, un cousin méconnu de nos rois », Museum Dynasticum, vol. XXX, no 1,‎ 2018, p. 5-21 (ISSN 0777-0936, lire en ligne, consulté le 18 août 2022).
- (en) Olivier Defrance et Joseph van Loon, « The Last Kohary - The life of Philipp Josias of Saxe-Coburg and Gotha », Royalty Digest Quarterly, no 4,‎ 2017, p. 1-12 (ISSN 1653-5219).